# Grand Prix de Wallonie 2023
Grand Prix de Wallonie 2023 var den 63. udgave af det belgiske cykelløb Grand Prix de Wallonie. Det blev kørt den 13. september 2023 med mål i Namur i Vallonien. Løbet var en del af UCI ProSeries 2023.

## Resultater
| \| Samlede stilling \| Samlede stilling \| Samlede stilling \| Samlede stilling \| Samlede stilling \| \| Rytter \| Rytter \| Hold \| Tid \| \| \| ---------------- \| -------------------- \| ------------------------ \| ---------------- \| ---------------- \| \| 1. \| Gonzalo Serrano \| Movistar Team \| 4t 42' 11" \| \| \| 2. \| Dylan Teuns \| Israel-Premier Tech \| + 0" \| \| \| 3. \| Jasper De Buyst \| Lotto Dstny \| + 4" \| \| \| 4. \| Mathieu van der Poel \| Alpecin-Deceuninck \| + 4" \| \| \| 5. \| Fabio Christen \| Q36.5 Pro Cycling Team \| + 4" \| \| \| 6. \| Franck Bonnamour \| AG2R Citroën Team \| + 4" \| \| \| 7. \| Biniam Girmay \| Intermarché-Circus-Wanty \| + 4" \| \| \| 8. \| Julien Simon \| TotalEnergies \| + 4" \| \| \| 9. \| Ewen Costiou \| Arkéa-Samsic \| + 4" \| \| \| 10. \| Rick Pluimers \| Tudor Pro Cycling Team \| + 4" \| \| |                      |                          |            |
| |                      |                          |            |
| Kilde: ProCyclingStats |                      |                          |            |
| Samlede stilling |                      |                          |            |
| Rytter | Rytter               | Hold                     | Tid        |
| 1. | Gonzalo Serrano      | Movistar Team            | 4t 42' 11" |
| 2. | Dylan Teuns          | Israel-Premier Tech      | + 0"       |
| 3. | Jasper De Buyst      | Lotto Dstny              | + 4"       |
| 4. | Mathieu van der Poel | Alpecin-Deceuninck       | + 4"       |
| 5. | Fabio Christen       | Q36.5 Pro Cycling Team   | + 4"       |
| 6. | Franck Bonnamour     | AG2R Citroën Team        | + 4"       |
| 7. | Biniam Girmay        | Intermarché-Circus-Wanty | + 4"       |
| 8. | Julien Simon         | TotalEnergies            | + 4"       |
| 9. | Ewen Costiou         | Arkéa-Samsic             | + 4"       |
| 10. | Rick Pluimers        | Tudor Pro Cycling Team   | + 4"       |

## Hold og ryttere
| UCI WorldTeams (8)- AG2R Citroën Team - Alpecin-Deceuninck - Cofidis - Intermarché-Circus-Wanty - Movistar Team - Arkéa-Samsic - Team Jayco AlUla - UAE Team Emirates UCI ProTeams (9)- Bingoal WB - Human Powered Health - Israel-Premier Tech - Lotto Dstny - Q36.5 Pro Cycling Team - Team Flanders-Baloise - TotalEnergies - Tudor Pro Cycling Team - Uno-X Pro Cycling Team UCI Kontinentalhold (4)- Hagens Berman Axeon - Matériel-vélo.com - Saint Piran - Van Rysel-Roubaix Lille Métropole |
| |

### Danske ryttere
| Danske ryttere på startlisten |                      |                        |           |
| Rygnummer                     | Rytter               | Hold                   | Placering |
| 3                             | Søren Kragh Andersen | Alpecin-Deceuninck     | 28        |
| 44                            | Mathias Norsgaard    | Movistar Team          | 101       |
| 67                            | Adam Holm Jørgensen  | Team Jayco AlUla       | 117       |
| 72                            | Mikkel Bjerg         | UAE Team Emirates      | 38        |
| 102                           | Jakob Fuglsang       | Israel-Premier Tech    | 43        |
| 105                           | Mads Würtz Schmidt   | Israel-Premier Tech    | DNF       |
| 164                           | William Blume Levy   | Uno-X Pro Cycling Team | 73        |
| 166                           | Niklas Larsen        | Uno-X Pro Cycling Team | 56        |
| 173                           | Kasper Andersen      | Hagens Berman Axeon    | 114       |

* DNF = gennemførte ikke

### Startliste
| Alpecin-Deceuninck ADC | Alpecin-Deceuninck ADC                | Alpecin-Deceuninck ADC |
| ---------------------- | ------------------------------------- | ---------------------- |
| Nr.                    | Rytter                                | Placering              |
| 1                      | Mathieu van der Poel (NED) (landevej) | 4.                     |
| 2                      | Dries De Bondt (BEL)                  | 109.                   |
| 3                      | Søren Kragh Andersen (DEN)            | 28.                    |
| 4                      | Gianni Vermeersch (BEL)               | 61.                    |
| 5                      | Axel Laurance (FRA)                   | 55.                    |
| 6                      | Henri Uhlig (GER)                     | 78.                    |
| 7                      | Fabio Van den Bossche (BEL)           | 88.                    |

| AG2R Citroën Team ACT | AG2R Citroën Team ACT        | AG2R Citroën Team ACT |
| --------------------- | ---------------------------- | --------------------- |
| Nr.                   | Rytter                       | Placering             |
| 11                    | Valentin Paret-Peintre (FRA) | 102.                  |
| 12                    | Nans Peters (FRA)            | 37.                   |
| 13                    | Franck Bonnamour (FRA)       | 6.                    |
| 14                    | Bastien Tronchon (FRA)       | 16.                   |
| 15                    | Greg Van Avermaet (BEL)      | DNS                   |
| 16                    | Clément Venturini (FRA)      | 18.                   |
| 17                    | Jordan Labrosse (FRA)        | 20.                   |

| Cofidis COF | Cofidis COF              | Cofidis COF |
| ----------- | ------------------------ | ----------- |
| Nr.         | Rytter                   | Placering   |
| 21          | Bryan Coquard (FRA)      | 72.         |
| 22          | Christophe Noppe (BEL)   | DNF         |
| 23          | Alexandre Delettre (FRA) | 62.         |
| 24          | Jelle Wallays (BEL)      | DNF         |
| 25          | Axel Zingle (FRA)        | 19.         |
| 26          | Ilan Larmet (FRA)        | 74.         |
| 27          | Alexis Renard (FRA)      | 106.        |

| Intermarché-Circus-Wanty ICW | Intermarché-Circus-Wanty ICW | Intermarché-Circus-Wanty ICW |
| ---------------------------- | ---------------------------- | ---------------------------- |
| Nr.                          | Rytter                       | Placering                    |
| 31                           | Dylan Vandenstorme (BEL)     | 65.                          |
| 32                           | Aimé De Gendt (BEL)          | 30.                          |
| 33                           | Biniam Girmay (ERI)          | 7.                           |
| 34                           | Madis Mihkels (EST)          | 58.                          |
| 35                           | Dion Smith (NZL)             | 92.                          |
| 36                           | Tom Paquot (BEL)             | 105.                         |
| 37                           | Loïc Vliegen (BEL)           | 63.                          |

| Movistar Team MOV | Movistar Team MOV           | Movistar Team MOV |
| ----------------- | --------------------------- | ----------------- |
| Nr.               | Rytter                      | Placering         |
| 41                | Johan Jacobs (SUI)          | 83.               |
| 42                | Abner González (PUR)        | 32.               |
| 43                | Lluís Mas (ESP)             | 116.              |
| 44                | Mathias Norsgaard (DEN)     | 101.              |
| 45                | Vinicius Rangel Costa (BRA) | 76.               |
| 46                | Juri Hollmann (GER)         | 52.               |
| 47                | Gonzalo Serrano (ESP)       | 1.                |

| Arkéa-Samsic ARK | Arkéa-Samsic ARK       | Arkéa-Samsic ARK |
| ---------------- | ---------------------- | ---------------- |
| Nr.              | Rytter                 | Placering        |
| 51               | Jenthe Biermans (BEL)  | 25.              |
| 52               | Maxime Bouet (FRA)     | 81.              |
| 53               | Ewen Costiou (FRA)     | 9.               |
| 54               | Arnaud Démare (FRA)    | 23.              |
| 55               | Luca Mozzato (ITA)     | 95.              |
| 56               | Alessandro Verre (ITA) | 24.              |
| 57               | Alan Riou (FRA)        | DNF              |

| Team Jayco AlUla JAY | Team Jayco AlUla JAY      | Team Jayco AlUla JAY |
| -------------------- | ------------------------- | -------------------- |
| Nr.                  | Rytter                    | Placering            |
| 61                   | Kelland O'Brien (AUS)     | 86.                  |
| 62                   | Luke Durbridge (AUS)      | 94.                  |
| 63                   | Luka Mezgec (SLO)         | 35.                  |
| 64                   | Campbell Stewart (NZL)    | 93.                  |
| 65                   | Blake Quick (AUS)         | DNF                  |
| 66                   | Michael Matthews (AUS)    | DNF                  |
| 67                   | Adam Holm Jørgensen (DEN) | 117.                 |

| UAE Team Emirates UAD | UAE Team Emirates UAD      | UAE Team Emirates UAD |
| --------------------- | -------------------------- | --------------------- |
| Nr.                   | Rytter                     | Placering             |
| 71                    | Ryan Gibbons (RSA)         | 50.                   |
| 72                    | Mikkel Bjerg (DEN)         | 38.                   |
| 73                    | Álvaro Hodeg (COL)         | 119.                  |
| 74                    | Vegard Stake Laengen (NOR) | 57.                   |
| 75                    | Matteo Trentin (ITA)       | 11.                   |
| 76                    | Michael Vink (NZL)         | 75.                   |
| 77                    | Felix Groß (GER)           | DNF                   |

| Bingoal WB BWB | Bingoal WB BWB            | Bingoal WB BWB |
| -------------- | ------------------------- | -------------- |
| Nr.            | Rytter                    | Placering      |
| 81             | Nathan Vandepitte (FRA)   | 111.           |
| 82             | Alexis Guérin (FRA)       | 59.            |
| 83             | Johan Meens (BEL)         | 17.            |
| 84             | Lennert Teugels (BEL)     | 79.            |
| 85             | Marco Tizza (ITA)         | 22.            |
| 86             | Luca Van Boven (BEL)      | 45.            |
| 87             | Aaron Van der Beken (BEL) | 48.            |

| Human Powered Health HPM | Human Powered Health HPM | Human Powered Health HPM |
| ------------------------ | ------------------------ | ------------------------ |
| Nr.                      | Rytter                   | Placering                |
| 91                       | Pier-André Côté (CAN)    | 107.                     |
| 92                       | Gage Hecht (USA)         | 53.                      |
| 93                       | August Jensen (NOR)      | 87.                      |
| 94                       | Gijs Van Hoecke (BEL)    | 60.                      |
| 95                       | Scott McGill (USA)       | 108.                     |
| 96                       | Barnabás Peák (HUN)      | DNF                      |
| 97                       | Benjamin Perry (CAN)     | DNF                      |

| Israel-Premier Tech IPT | Israel-Premier Tech IPT  | Israel-Premier Tech IPT |
| ----------------------- | ------------------------ | ----------------------- |
| Nr.                     | Rytter                   | Placering               |
| 101                     | Marco Frigo (ITA)        | 82.                     |
| 102                     | Jakob Fuglsang (DEN)     | 43.                     |
| 103                     | Mason Hollyman (GBR)     | 89.                     |
| 104                     | Nick Schultz (AUS)       | 14.                     |
| 105                     | Mads Würtz Schmidt (DEN) | DNF                     |
| 106                     | Dylan Teuns (BEL)        | 2.                      |
| 107                     | Stephen Williams (GBR)   | 29.                     |

| Lotto Dstny LTD | Lotto Dstny LTD          | Lotto Dstny LTD |
| --------------- | ------------------------ | --------------- |
| Nr.             | Rytter                   | Placering       |
| 111             | Victor Campenaerts (BEL) | 26.             |
| 112             | Jasper De Buyst (BEL)    | 3.              |
| 113             | Cedric Beullens (BEL)    | 90.             |
| 114             | Frederik Frison (BEL)    | 112.            |
| 115             | Brent Van Moer (BEL)     | 64.             |
| 116             | Alec Segaert (BEL)       | 91.             |
| 117             | Harm Vanhoucke (BEL)     | 110.            |

| Q36.5 Pro Cycling Team Q36 | Q36.5 Pro Cycling Team Q36 | Q36.5 Pro Cycling Team Q36 |
| -------------------------- | -------------------------- | -------------------------- |
| Nr.                        | Rytter                     | Placering                  |
| 121                        | Jack Bauer (NZL)           | 47.                        |
| 122                        | Fabio Christen (SUI)       | 5.                         |
| 123                        | Corey Davis (USA)          | 31.                        |
| 124                        | Carl Fredrik Hagen (NOR)   | 21.                        |
| 125                        | Tobias Ludvigsson (SWE)    | 71.                        |
| 126                        | Kamil Małecki (POL)        | 70.                        |
| 127                        | Cyrus Monk (AUS)           | 54.                        |

| Team Flanders-Baloise TFB | Team Flanders-Baloise TFB | Team Flanders-Baloise TFB |
| ------------------------- | ------------------------- | ------------------------- |
| Nr.                       | Rytter                    | Placering                 |
| 131                       | Jenno Berckmoes (BEL)     | 77.                       |
| 132                       | Kamiel Bonneu (BEL)       | 12.                       |
| 133                       | Vito Braet (BEL)          | 33.                       |
| 134                       | Elias Maris (BEL)         | 66.                       |
| 135                       | Ruben Apers (BEL)         | 42.                       |
| 136                       | Aaron Van Poucke (BEL)    | DNF                       |
| 137                       | Sander De Pestel (BEL)    | 96.                       |

| TotalEnergies TEN | TotalEnergies TEN          | TotalEnergies TEN |
| ----------------- | -------------------------- | ----------------- |
| Nr.               | Rytter                     | Placering         |
| 141               | Edvald Boasson Hagen (NOR) | 40.               |
| 142               | Maciej Bodnar (POL)        | DNF               |
| 143               | Sandy Dujardin (FRA)       | 67.               |
| 144               | Émilien Jeannière (FRA)    | 34.               |
| 145               | Daniel Oss (ITA)           | 103.              |
| 146               | Julien Simon (FRA)         | 8.                |
| 147               | Anthony Turgis (FRA)       | 80.               |

| Tudor Pro Cycling Team TUD | Tudor Pro Cycling Team TUD  | Tudor Pro Cycling Team TUD |
| -------------------------- | --------------------------- | -------------------------- |
| Nr.                        | Rytter                      | Placering                  |
| 151                        | Aloïs Charrin (FRA)         | DNF                        |
| 152                        | Robin Froidevaux (SUI)      | 84.                        |
| 153                        | Miká Heming (GER)           | DQ                         |
| 154                        | Petr Kelemen (CZE)          | 100.                       |
| 155                        | Simon Pellaud (SUI)         | 36.                        |
| 156                        | Rick Pluimers (NED)         | 10.                        |
| 157                        | Sébastien Reichenbach (SUI) | 13.                        |

| Uno-X Pro Cycling Team UXT | Uno-X Pro Cycling Team UXT   | Uno-X Pro Cycling Team UXT |
| -------------------------- | ---------------------------- | -------------------------- |
| Nr.                        | Rytter                       | Placering                  |
| 161                        | Alexander Kristoff (NOR)     | 46.                        |
| 162                        | Jonas Abrahamsen (NOR)       | 113.                       |
| 163                        | Søren Wærenskjold (NOR)      | 27.                        |
| 164                        | William Blume Levy (DEN)     | 73.                        |
| 165                        | Erik Nordsæter Resell (NOR)  | 68.                        |
| 166                        | Niklas Larsen (DEN)          | 56.                        |
| 167                        | Martin Bugge Urianstad (NOR) | 41.                        |

| Hagens Berman Axeon HBA | Hagens Berman Axeon HBA | Hagens Berman Axeon HBA |
| ----------------------- | ----------------------- | ----------------------- |
| Nr.                     | Rytter                  | Placering               |
| 171                     | Darren Rafferty (IRL)   | 97.                     |
| 172                     | Maxence Place (BEL)     | DNF                     |
| 173                     | Kasper Andersen (DEN)   | 114.                    |
| 174                     | António Morgado (POR)   | 15.                     |
| 175                     | Gonçalo Tavares (POR)   | 98.                     |
| 176                     | Artem Shmidt (USA)      | DNF                     |
| 177                     | Nino de Jong (NED)      | DNF                     |

| Matériel-vélo.com GDM | Matériel-vélo.com GDM       | Matériel-vélo.com GDM |
| --------------------- | --------------------------- | --------------------- |
| Nr.                   | Rytter                      | Placering             |
| 181                   | Alessandro Tuscano (BEL)    | DNF                   |
| 182                   | Robbe De Ryck (BEL)         | DNF                   |
| 183                   | Enrico Dhaeye (BEL)         | DNF                   |
| 184                   | Jacques Gloesener (LUX)     | DNF                   |
| 185                   | Alexandre Kess (LUX)        | 85.                   |
| 186                   | Tristan Scherpenbergh (BEL) | DNF                   |
| 187                   | Theo Bonnet (BEL)           | DNF                   |

| Saint Piran SPC | Saint Piran SPC            | Saint Piran SPC |
| --------------- | -------------------------- | --------------- |
| Nr.             | Rytter                     | Placering       |
| 191             | Jack Rootkin-Gray (GBR)    | 69.             |
| 192             | Alexander Richardson (GBR) | DNS             |
| 193             | Zeb Kyffin (GBR)           | 44.             |
| 195             | Adam Lewis (GBR)           | 99.             |
| 196             | Bradley Symonds (GBR)      | 104.            |
| 197             | James McKay (GBR)          | DNF             |

| Van Rysel-Roubaix Lille Métropole VRL | Van Rysel-Roubaix Lille Métropole VRL | Van Rysel-Roubaix Lille Métropole VRL |
| ------------------------------------- | ------------------------------------- | ------------------------------------- |
| Nr.                                   | Rytter                                | Placering                             |
| 201                                   | Célestin Guillon (FRA)                | 51.                                   |
| 202                                   | Maxime Jarnet (FRA)                   | 39.                                   |
| 203                                   | Maximilien Juillard (FRA)             | 115.                                  |
| 204                                   | Jérémy Leveau (FRA)                   | 49.                                   |
| 205                                   | Tom Mainguenaud (FRA)                 | DNF                                   |
| 206                                   | Kenny Molly (BEL)                     | 118.                                  |
| 207                                   | Eliot Pauchard (FRA)                  | DNF                                   |

| Alpecin-Deceuninck ADC | Alpecin-Deceuninck ADC                | Alpecin-Deceuninck ADC |
| ---------------------- | ------------------------------------- | ---------------------- |
| Nr.                    | Rytter                                | Placering              |
| 1                      | Mathieu van der Poel (NED) (landevej) | 4.                     |
| 2                      | Dries De Bondt (BEL)                  | 109.                   |
| 3                      | Søren Kragh Andersen (DEN)            | 28.                    |
| 4                      | Gianni Vermeersch (BEL)               | 61.                    |
| 5                      | Axel Laurance (FRA)                   | 55.                    |
| 6                      | Henri Uhlig (GER)                     | 78.                    |
| 7                      | Fabio Van den Bossche (BEL)           | 88.                    |

| AG2R Citroën Team ACT | AG2R Citroën Team ACT        | AG2R Citroën Team ACT |
| --------------------- | ---------------------------- | --------------------- |
| Nr.                   | Rytter                       | Placering             |
| 11                    | Valentin Paret-Peintre (FRA) | 102.                  |
| 12                    | Nans Peters (FRA)            | 37.                   |
| 13                    | Franck Bonnamour (FRA)       | 6.                    |
| 14                    | Bastien Tronchon (FRA)       | 16.                   |
| 15                    | Greg Van Avermaet (BEL)      | DNS                   |
| 16                    | Clément Venturini (FRA)      | 18.                   |
| 17                    | Jordan Labrosse (FRA)        | 20.                   |

| Cofidis COF | Cofidis COF              | Cofidis COF |
| ----------- | ------------------------ | ----------- |
| Nr.         | Rytter                   | Placering   |
| 21          | Bryan Coquard (FRA)      | 72.         |
| 22          | Christophe Noppe (BEL)   | DNF         |
| 23          | Alexandre Delettre (FRA) | 62.         |
| 24          | Jelle Wallays (BEL)      | DNF         |
| 25          | Axel Zingle (FRA)        | 19.         |
| 26          | Ilan Larmet (FRA)        | 74.         |
| 27          | Alexis Renard (FRA)      | 106.        |

| Intermarché-Circus-Wanty ICW | Intermarché-Circus-Wanty ICW | Intermarché-Circus-Wanty ICW |
| ---------------------------- | ---------------------------- | ---------------------------- |
| Nr.                          | Rytter                       | Placering                    |
| 31                           | Dylan Vandenstorme (BEL)     | 65.                          |
| 32                           | Aimé De Gendt (BEL)          | 30.                          |
| 33                           | Biniam Girmay (ERI)          | 7.                           |
| 34                           | Madis Mihkels (EST)          | 58.                          |
| 35                           | Dion Smith (NZL)             | 92.                          |
| 36                           | Tom Paquot (BEL)             | 105.                         |
| 37                           | Loïc Vliegen (BEL)           | 63.                          |

| Movistar Team MOV | Movistar Team MOV           | Movistar Team MOV |
| ----------------- | --------------------------- | ----------------- |
| Nr.               | Rytter                      | Placering         |
| 41                | Johan Jacobs (SUI)          | 83.               |
| 42                | Abner González (PUR)        | 32.               |
| 43                | Lluís Mas (ESP)             | 116.              |
| 44                | Mathias Norsgaard (DEN)     | 101.              |
| 45                | Vinicius Rangel Costa (BRA) | 76.               |
| 46                | Juri Hollmann (GER)         | 52.               |
| 47                | Gonzalo Serrano (ESP)       | 1.                |

| Arkéa-Samsic ARK | Arkéa-Samsic ARK       | Arkéa-Samsic ARK |
| ---------------- | ---------------------- | ---------------- |
| Nr.              | Rytter                 | Placering        |
| 51               | Jenthe Biermans (BEL)  | 25.              |
| 52               | Maxime Bouet (FRA)     | 81.              |
| 53               | Ewen Costiou (FRA)     | 9.               |
| 54               | Arnaud Démare (FRA)    | 23.              |
| 55               | Luca Mozzato (ITA)     | 95.              |
| 56               | Alessandro Verre (ITA) | 24.              |
| 57               | Alan Riou (FRA)        | DNF              |

| Team Jayco AlUla JAY | Team Jayco AlUla JAY      | Team Jayco AlUla JAY |
| -------------------- | ------------------------- | -------------------- |
| Nr.                  | Rytter                    | Placering            |
| 61                   | Kelland O'Brien (AUS)     | 86.                  |
| 62                   | Luke Durbridge (AUS)      | 94.                  |
| 63                   | Luka Mezgec (SLO)         | 35.                  |
| 64                   | Campbell Stewart (NZL)    | 93.                  |
| 65                   | Blake Quick (AUS)         | DNF                  |
| 66                   | Michael Matthews (AUS)    | DNF                  |
| 67                   | Adam Holm Jørgensen (DEN) | 117.                 |

| UAE Team Emirates UAD | UAE Team Emirates UAD      | UAE Team Emirates UAD |
| --------------------- | -------------------------- | --------------------- |
| Nr.                   | Rytter                     | Placering             |
| 71                    | Ryan Gibbons (RSA)         | 50.                   |
| 72                    | Mikkel Bjerg (DEN)         | 38.                   |
| 73                    | Álvaro Hodeg (COL)         | 119.                  |
| 74                    | Vegard Stake Laengen (NOR) | 57.                   |
| 75                    | Matteo Trentin (ITA)       | 11.                   |
| 76                    | Michael Vink (NZL)         | 75.                   |
| 77                    | Felix Groß (GER)           | DNF                   |

| Bingoal WB BWB | Bingoal WB BWB            | Bingoal WB BWB |
| -------------- | ------------------------- | -------------- |
| Nr.            | Rytter                    | Placering      |
| 81             | Nathan Vandepitte (FRA)   | 111.           |
| 82             | Alexis Guérin (FRA)       | 59.            |
| 83             | Johan Meens (BEL)         | 17.            |
| 84             | Lennert Teugels (BEL)     | 79.            |
| 85             | Marco Tizza (ITA)         | 22.            |
| 86             | Luca Van Boven (BEL)      | 45.            |
| 87             | Aaron Van der Beken (BEL) | 48.            |

| Human Powered Health HPM | Human Powered Health HPM | Human Powered Health HPM |
| ------------------------ | ------------------------ | ------------------------ |
| Nr.                      | Rytter                   | Placering                |
| 91                       | Pier-André Côté (CAN)    | 107.                     |
| 92                       | Gage Hecht (USA)         | 53.                      |
| 93                       | August Jensen (NOR)      | 87.                      |
| 94                       | Gijs Van Hoecke (BEL)    | 60.                      |
| 95                       | Scott McGill (USA)       | 108.                     |
| 96                       | Barnabás Peák (HUN)      | DNF                      |
| 97                       | Benjamin Perry (CAN)     | DNF                      |

| Israel-Premier Tech IPT | Israel-Premier Tech IPT  | Israel-Premier Tech IPT |
| ----------------------- | ------------------------ | ----------------------- |
| Nr.                     | Rytter                   | Placering               |
| 101                     | Marco Frigo (ITA)        | 82.                     |
| 102                     | Jakob Fuglsang (DEN)     | 43.                     |
| 103                     | Mason Hollyman (GBR)     | 89.                     |
| 104                     | Nick Schultz (AUS)       | 14.                     |
| 105                     | Mads Würtz Schmidt (DEN) | DNF                     |
| 106                     | Dylan Teuns (BEL)        | 2.                      |
| 107                     | Stephen Williams (GBR)   | 29.                     |

| Lotto Dstny LTD | Lotto Dstny LTD          | Lotto Dstny LTD |
| --------------- | ------------------------ | --------------- |
| Nr.             | Rytter                   | Placering       |
| 111             | Victor Campenaerts (BEL) | 26.             |
| 112             | Jasper De Buyst (BEL)    | 3.              |
| 113             | Cedric Beullens (BEL)    | 90.             |
| 114             | Frederik Frison (BEL)    | 112.            |
| 115             | Brent Van Moer (BEL)     | 64.             |
| 116             | Alec Segaert (BEL)       | 91.             |
| 117             | Harm Vanhoucke (BEL)     | 110.            |

| Q36.5 Pro Cycling Team Q36 | Q36.5 Pro Cycling Team Q36 | Q36.5 Pro Cycling Team Q36 |
| -------------------------- | -------------------------- | -------------------------- |
| Nr.                        | Rytter                     | Placering                  |
| 121                        | Jack Bauer (NZL)           | 47.                        |
| 122                        | Fabio Christen (SUI)       | 5.                         |
| 123                        | Corey Davis (USA)          | 31.                        |
| 124                        | Carl Fredrik Hagen (NOR)   | 21.                        |
| 125                        | Tobias Ludvigsson (SWE)    | 71.                        |
| 126                        | Kamil Małecki (POL)        | 70.                        |
| 127                        | Cyrus Monk (AUS)           | 54.                        |

| Team Flanders-Baloise TFB | Team Flanders-Baloise TFB | Team Flanders-Baloise TFB |
| ------------------------- | ------------------------- | ------------------------- |
| Nr.                       | Rytter                    | Placering                 |
| 131                       | Jenno Berckmoes (BEL)     | 77.                       |
| 132                       | Kamiel Bonneu (BEL)       | 12.                       |
| 133                       | Vito Braet (BEL)          | 33.                       |
| 134                       | Elias Maris (BEL)         | 66.                       |
| 135                       | Ruben Apers (BEL)         | 42.                       |
| 136                       | Aaron Van Poucke (BEL)    | DNF                       |
| 137                       | Sander De Pestel (BEL)    | 96.                       |

| TotalEnergies TEN | TotalEnergies TEN          | TotalEnergies TEN |
| ----------------- | -------------------------- | ----------------- |
| Nr.               | Rytter                     | Placering         |
| 141               | Edvald Boasson Hagen (NOR) | 40.               |
| 142               | Maciej Bodnar (POL)        | DNF               |
| 143               | Sandy Dujardin (FRA)       | 67.               |
| 144               | Émilien Jeannière (FRA)    | 34.               |
| 145               | Daniel Oss (ITA)           | 103.              |
| 146               | Julien Simon (FRA)         | 8.                |
| 147               | Anthony Turgis (FRA)       | 80.               |

| Tudor Pro Cycling Team TUD | Tudor Pro Cycling Team TUD  | Tudor Pro Cycling Team TUD |
| -------------------------- | --------------------------- | -------------------------- |
| Nr.                        | Rytter                      | Placering                  |
| 151                        | Aloïs Charrin (FRA)         | DNF                        |
| 152                        | Robin Froidevaux (SUI)      | 84.                        |
| 153                        | Miká Heming (GER)           | DQ                         |
| 154                        | Petr Kelemen (CZE)          | 100.                       |
| 155                        | Simon Pellaud (SUI)         | 36.                        |
| 156                        | Rick Pluimers (NED)         | 10.                        |
| 157                        | Sébastien Reichenbach (SUI) | 13.                        |

| Uno-X Pro Cycling Team UXT | Uno-X Pro Cycling Team UXT   | Uno-X Pro Cycling Team UXT |
| -------------------------- | ---------------------------- | -------------------------- |
| Nr.                        | Rytter                       | Placering                  |
| 161                        | Alexander Kristoff (NOR)     | 46.                        |
| 162                        | Jonas Abrahamsen (NOR)       | 113.                       |
| 163                        | Søren Wærenskjold (NOR)      | 27.                        |
| 164                        | William Blume Levy (DEN)     | 73.                        |
| 165                        | Erik Nordsæter Resell (NOR)  | 68.                        |
| 166                        | Niklas Larsen (DEN)          | 56.                        |
| 167                        | Martin Bugge Urianstad (NOR) | 41.                        |

| Hagens Berman Axeon HBA | Hagens Berman Axeon HBA | Hagens Berman Axeon HBA |
| ----------------------- | ----------------------- | ----------------------- |
| Nr.                     | Rytter                  | Placering               |
| 171                     | Darren Rafferty (IRL)   | 97.                     |
| 172                     | Maxence Place (BEL)     | DNF                     |
| 173                     | Kasper Andersen (DEN)   | 114.                    |
| 174                     | António Morgado (POR)   | 15.                     |
| 175                     | Gonçalo Tavares (POR)   | 98.                     |
| 176                     | Artem Shmidt (USA)      | DNF                     |
| 177                     | Nino de Jong (NED)      | DNF                     |

| Matériel-vélo.com GDM | Matériel-vélo.com GDM       | Matériel-vélo.com GDM |
| --------------------- | --------------------------- | --------------------- |
| Nr.                   | Rytter                      | Placering             |
| 181                   | Alessandro Tuscano (BEL)    | DNF                   |
| 182                   | Robbe De Ryck (BEL)         | DNF                   |
| 183                   | Enrico Dhaeye (BEL)         | DNF                   |
| 184                   | Jacques Gloesener (LUX)     | DNF                   |
| 185                   | Alexandre Kess (LUX)        | 85.                   |
| 186                   | Tristan Scherpenbergh (BEL) | DNF                   |
| 187                   | Theo Bonnet (BEL)           | DNF                   |

| Saint Piran SPC | Saint Piran SPC            | Saint Piran SPC |
| --------------- | -------------------------- | --------------- |
| Nr.             | Rytter                     | Placering       |
| 191             | Jack Rootkin-Gray (GBR)    | 69.             |
| 192             | Alexander Richardson (GBR) | DNS             |
| 193             | Zeb Kyffin (GBR)           | 44.             |
| 195             | Adam Lewis (GBR)           | 99.             |
| 196             | Bradley Symonds (GBR)      | 104.            |
| 197             | James McKay (GBR)          | DNF             |

| Van Rysel-Roubaix Lille Métropole VRL | Van Rysel-Roubaix Lille Métropole VRL | Van Rysel-Roubaix Lille Métropole VRL |
| ------------------------------------- | ------------------------------------- | ------------------------------------- |
| Nr.                                   | Rytter                                | Placering                             |
| 201                                   | Célestin Guillon (FRA)                | 51.                                   |
| 202                                   | Maxime Jarnet (FRA)                   | 39.                                   |
| 203                                   | Maximilien Juillard (FRA)             | 115.                                  |
| 204                                   | Jérémy Leveau (FRA)                   | 49.                                   |
| 205                                   | Tom Mainguenaud (FRA)                 | DNF                                   |
| 206                                   | Kenny Molly (BEL)                     | 118.                                  |
| 207                                   | Eliot Pauchard (FRA)                  | DNF                                   |